# Josep Serribes
Josep Serribes (?,?) fou un compositor català que visqué entre el segle XIX i XX.
Es conserva només una composició d’un Salve Regina “Á tres voces solas” a l'arxiu Diocesà de Girona, al fons de la basílica de Santa Maria de Castelló d'Empúries (CdE I)